# Drygalskiberge

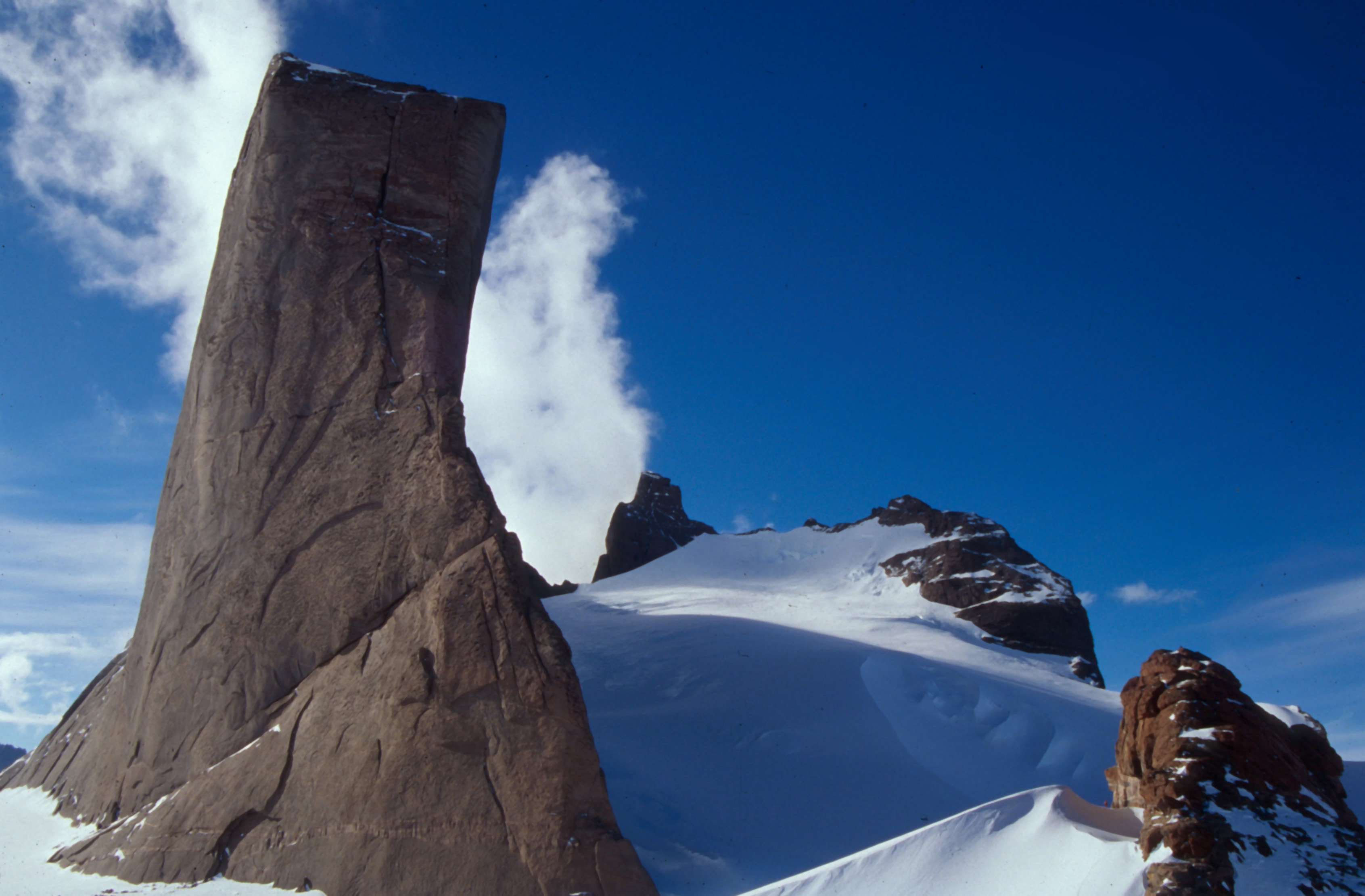
Die Holtanna von Süden aufgenommen.

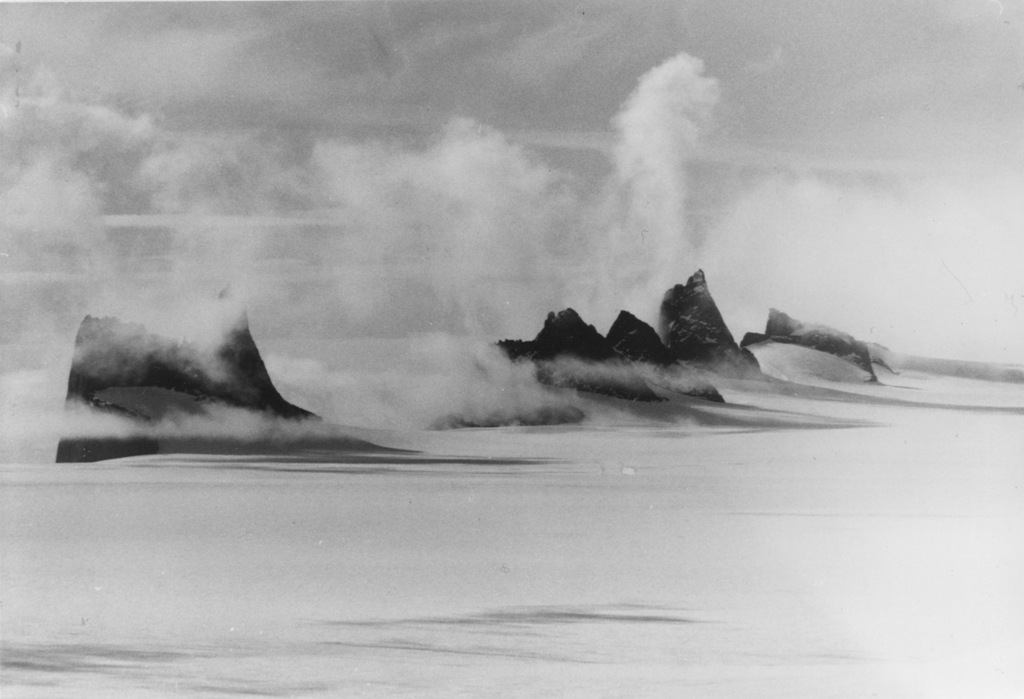
Der westliche Teil des Fenriskjeften, Blick nach Nordwesten.

Die Drygalskiberge (norwegisch Drygalskifjella) in Neuschwabenland sind ein etwa 500 km² großes, teilweise eisfreies Gebirge, das nach Erich von Drygalski, dem Leiter der ersten offiziellen deutschen Antarktisexpedition, benannt ist.
Das Gebirge wurde von der Deutschen Antarktischen Expedition 1938/39 unter der Leitung von Alfred Ritscher entdeckt und mit Hilfe von Luftaufnahmen dokumentiert. Während der norwegischen Antarktisexpedition 1956–1960 wurde das Gebirge erneut photogrammetrisch aufgenommen, da die deutschen Luftbilder im Zweiten Weltkrieg verloren gegangen waren. Die ersten geologischen Forschungsarbeiten fanden im Rahmen der 4. Sowjetischen Antarktisexpedition 1958–1960 statt. Die systematische geologische Kartierung und Erforschung wurde 1995–1996 von der GeoMaud-Expedition fortgesetzt.

## Geographie
Das Gebirge besteht aus zwei geomorphologisch unterschiedlichen Bereichen. Der nördliche Teil bildet ein welliges, vergletschertes Vorgebirge, das sanft von 1200 auf 1500 m ansteigt. Mehrere verstreute Nunatakgruppen ragen jeweils nur wenige Meter aus dem Eis heraus. Der südliche Teil besteht aus einem zum Teil mehr als 1000 m aus dem Eis ragenden Hochgebirgsmassiv, das etwa den Grundriss der Ziffer 1 aufweist und den Namen Fenriskjeften (Kiefer des Fenriswolfs) trägt. Die höchsten Gipfel sind das Matterhorn (norwegisch Ulvetanna, 2931 m), die Kintanna (2724 m) und die Holtanna (2650 m). Nach Westen und Osten wird das Gebirge durch breite Gletscher begrenzt; der Vinjebreen im Westen trennt die Drygalskiberge von den Filchnerbergen, im Osten bildet der Sigynbreen die Grenze zur Holtedahlfjella. Beide Gletscher vereinigen sich nördlich des Gebirges und fließen auf das Lasarew-Schelfeis hinaus.

## Geologie
Der nördliche Teil des Gebirges besteht aus hochgradig metamorphen, mehrfach gefalteten Gneisen und Marmoren, deren Ausgangsgesteine ein mesoproterozoisches Alter aufweisen. Zuletzt wurden die Gesteine bei der Kollision von West- und Ost-Gondwana vor ca. 540 mya deformiert und dabei die Erdkruste stark verdickt. Der tiefere Teil der Kruste schmolz teilweise auf, wobei sich riesige Alkaligranit-Plutone bildeten, die vor 500 Millionen Jahren erstarrten und heute im südlichen Teil des Gebirgsmassivs aufgeschlossen sind.